# Rubroboletus dupainii
Rubroboletus dupainii (Émile Boudier, 1902, ex Kuan Zhao & Zhu-Liang Yang (2014), sin. Boletus dupainii  (Émile Boudier, 1902), din încrengătura Basidiomycota în familia Boletaceae și de genul Rubroboletus este o specie de ciuperci comestibile foarte rară care coabitează, fiind un simbiont micoriza (formând micorize pe rădăcinile de arbori). O denumire populară nu este cunoscută. În România, Basarabia și Bucovina de Nord poate fi găsită, de la câmpie la munte, preferat pe soluri calcaroase sub fagi și stejari, în pădurile de foioase și în cele mixte. Timpul apariției este de la sfârșitul lui iunie până în octombrie. Specia este menționată în mai multe țări europene pe lista Uniuni Internaționale pentru Conservarea Naturii.

## Taxonomie

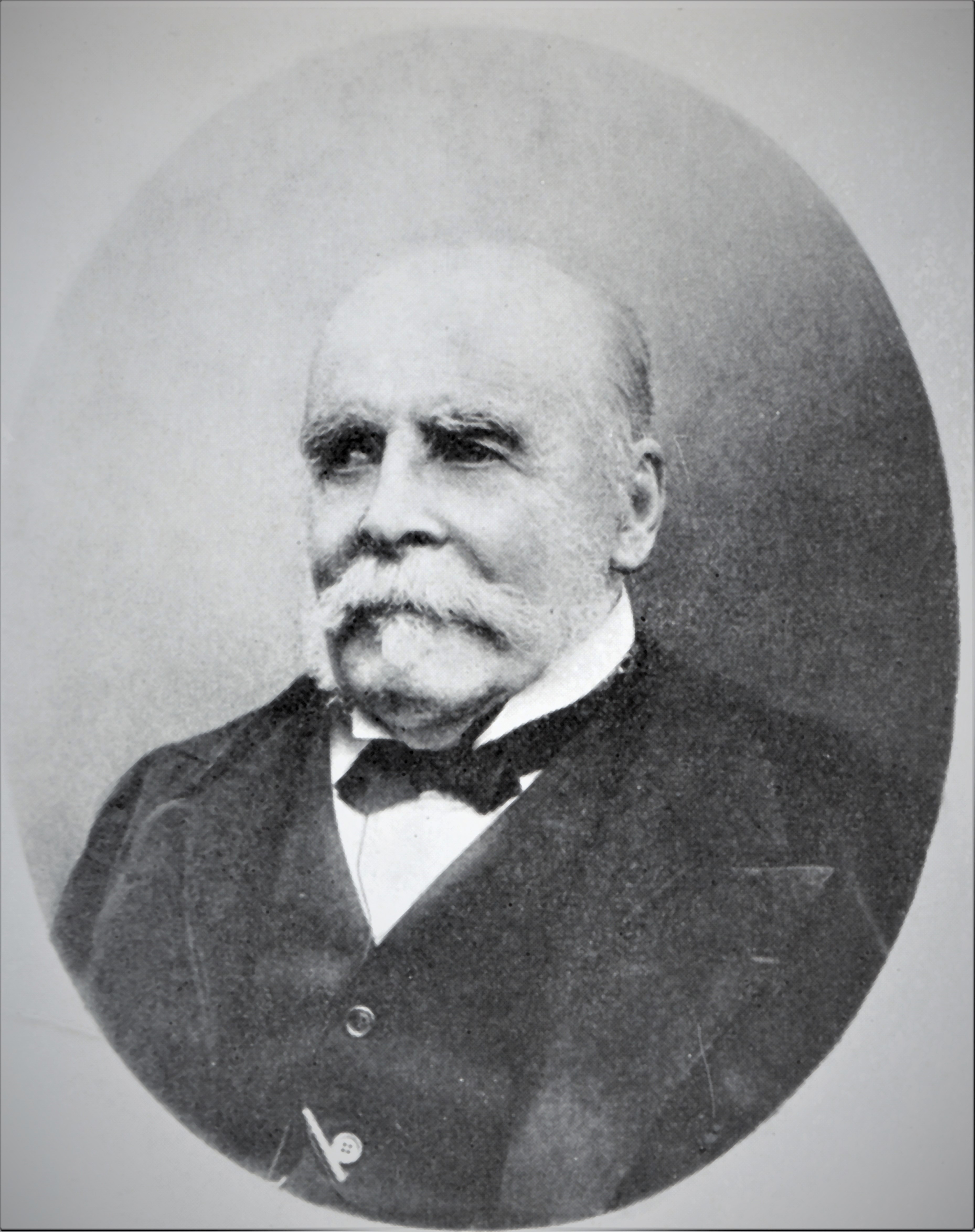
É. Boudier

Numele binomial a fost determinat de micologul francez Émile Boudier în volumul 18 al jurnalului micologic Bulletin de la Société Mycologique de France din 1902, care a fost numele curent până în 2015, fiind și listat sub acest taxon în cele mai multe cărți actuale.
După ce micologii chinezi K. Zhao &  Z.L.Yang au descris genul nou Rubroboletus în 2014, au transferat și această specie la acest gen sub păstrarea epitetului. Acest taxon este numele curent valabil (2020).
Denumirea Tubiporus dupainii al lui René Maire din 1937  precum cea a lui Jaime Blanco-Dios din 2015, anume Suillellus dupainii, sunt acceptate sinonim.
Epitetul a fost creat de către Emile Boudier în onoarea compatriotului său Victor Augustin Dupain (1857-1940), farmacist și micolog.

## Descriere
- Pălăria: cu un diametru de 4-12 (17)cm este pentru mult timp compactă, robustă și cărnoasă, dar în vârstă spongioasă. La început semisferică, ea se întinde apoi în formă de pernă, devenind cu timpul neregulat îndoită. Cuticula este lucioasă, la umezeala ceva vâscoasă, coloritul fiind roșu-portocaliu, viu roșu-purpuriu, roșu-vișiniu sau roșu sângeriu. Nu se decolorează la apăsare.
- Tuburile și porii: sporiferele sunt unghiulare, aderate la picior, de un colorit roșu-portocaliu până roșiatic pe un fund galben. Porii mici și rotunzi care se colereză după atingere albastru-negricios, sunt de un roșu aprins, dar spre pălărie galben-portocalii, decolorându-se la bătrânețe.
- Piciorul: are o lungime de 5-10cm și o grosime de 3-4cm, este neted și nereticulat, inițial gros și oval-bulbos, apoi mai mult sau mai puțin cilindric cu baza îngroșată, fiind presărat în mare parte cu granule fine portocalii, roșiatice sau de un roșu pastel. Spre vârf este slab flocos și galben, spre bază clar flocos și roșu carmin. Nu prezintă un inel.
- Carnea: galbenă, sub cuticulă roșie, este pentru mult timp fermă și compactă, devenind la bătrânețe spongioasă. Se colorează puternic albastru când este tăiată și expusă la aer. Mirosul, la exemplare tinere aproape imperceptibil, capătă apoi o aromă slabă de ciuperci, gustul fiind blând și puțin dulcișor.[3][4]
- Caracteristici microscopice: sporii de culoarea lutului sunt netezi, elipsoidali până fusiformi, neamilozi (nu se decolorează cu reactivi de iod), având o mărime de 11-12 x 4,5-6,5 microni. Pulberea lor este brun-măslinie. Basidiile clavate cu 4 sterigme fiecare măsoară 25-40 x 9-15 microni. Prezintă cistide (elemente sterile situate în stratul himenal sau printre celulele din pielița pălăriei și a piciorului, probabil cu rol de excreție) bulbos-fusiforme precum rotunjite în vârf. Pileocistidele (elemente sterile de pe suprafața pălăriei) este un trichoderm (perpendicular pe suprafața pălăriei) de hife septate, ramificate, întrețesute de celule cilindrice lungi.[10][11]
- Reacții chimice: nu se colorează cu Reactivul Melzer⁠(en)[traduceți].[4] Carnea se decolorează cu hidroxid de potasiu gălbui, culoarea albastră dispare.[12]

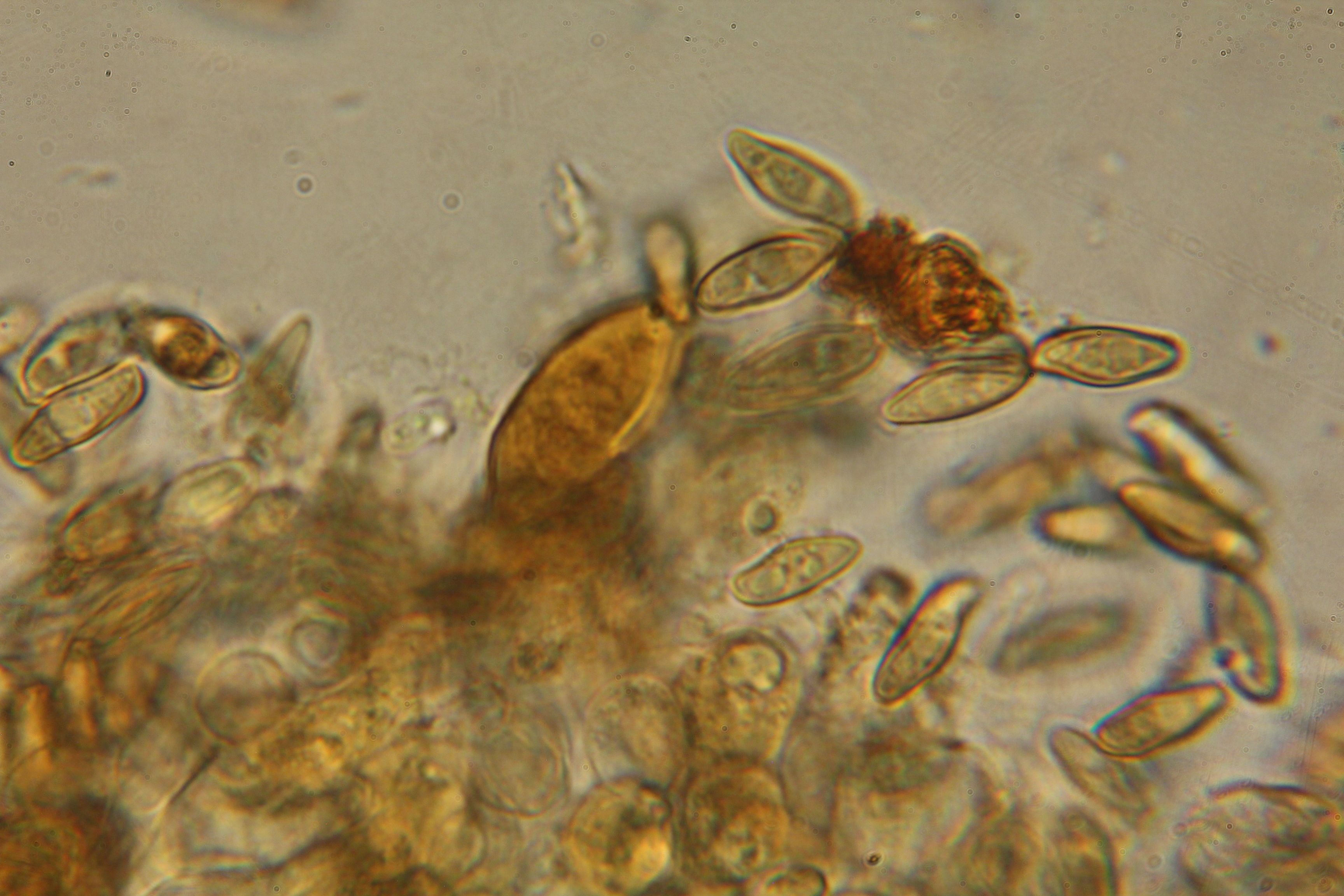
R. dupainii, spori
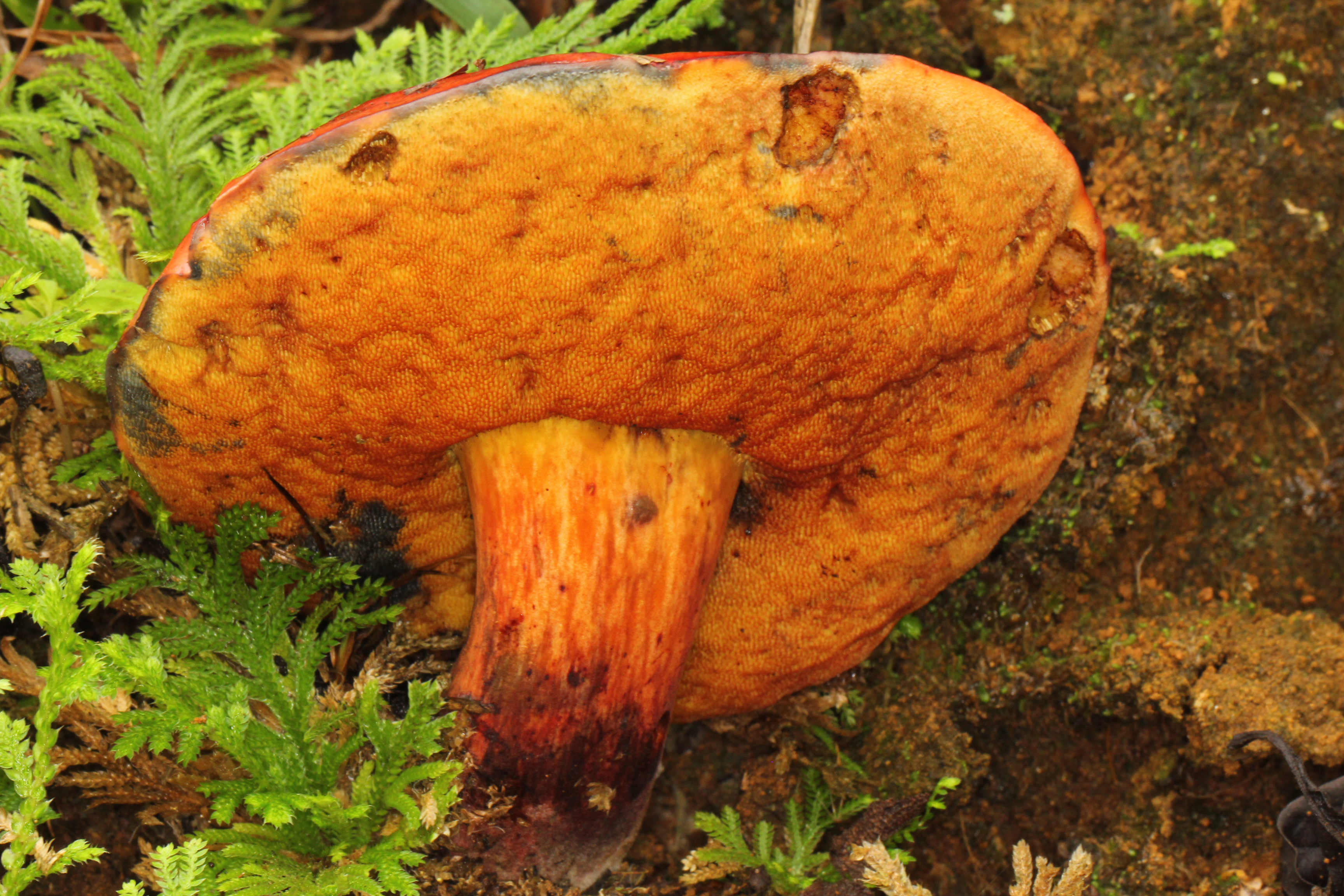
R. dupainii bătrân, pori și picior
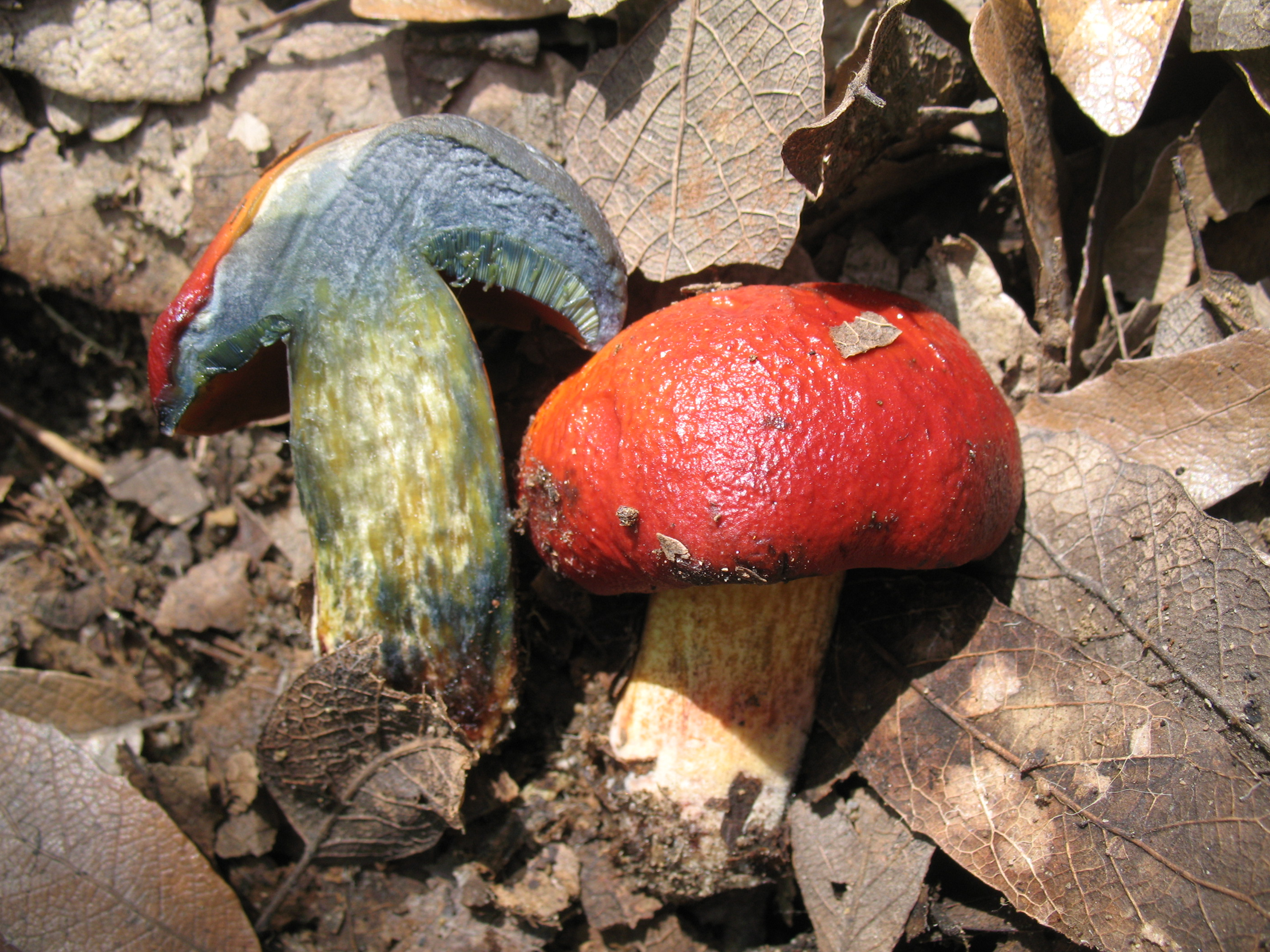
R. dupainii mai tânăr, secțiune longitudinală
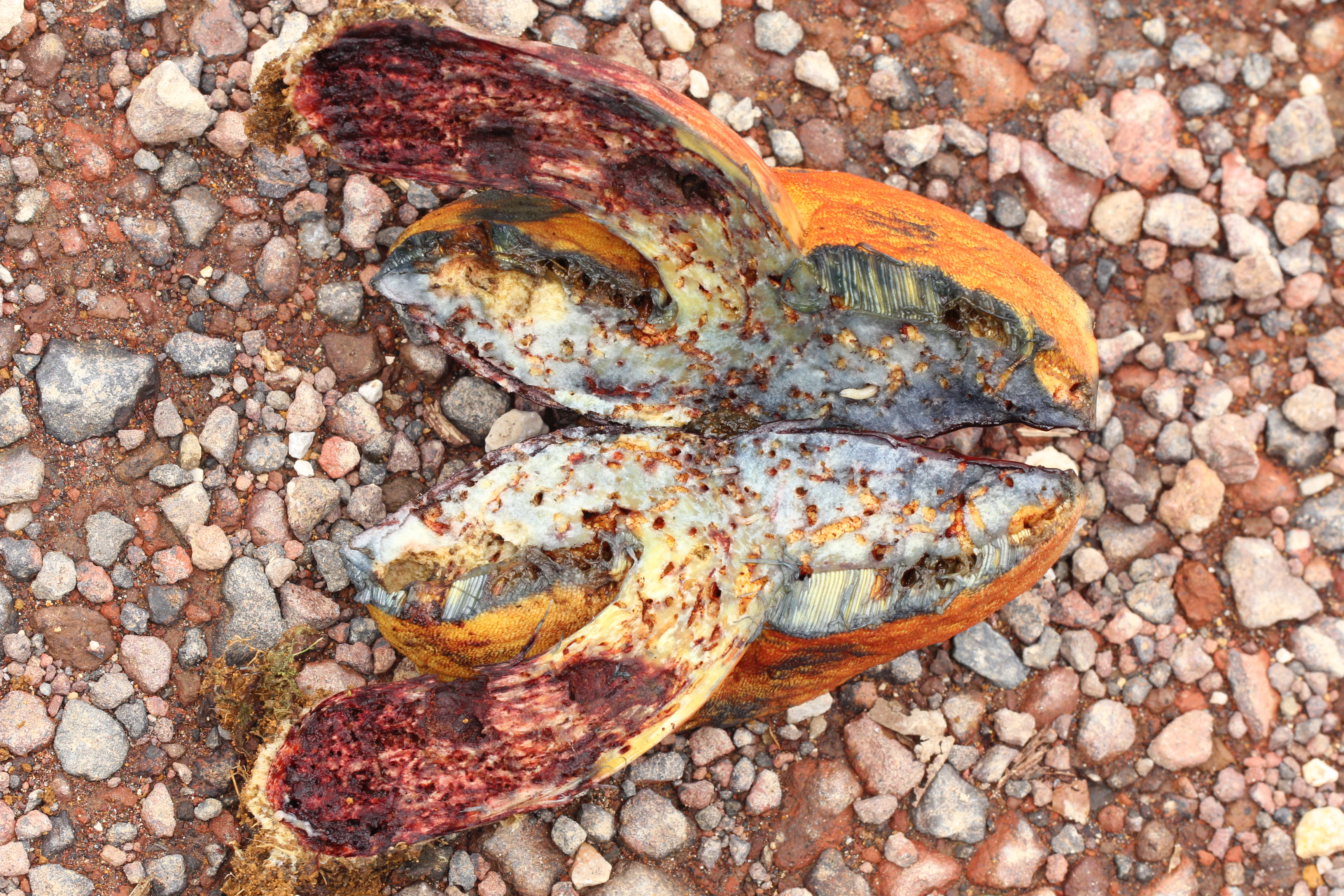
R. dupainii bătrân, secțiune longitudinală

## Confuzii
Există mai multe ciuperci asemănătoare cu hribul lupului. Unele sunt de asemenea otrăvitoare sau necomestibile, altele sunt savuroase. Câteva exemple:
- Bureți otrăvitori sau de valoare necunoscută: Imperator torosus sin. Boletus torosus ( probabil otrăvitor),[13] Rubroboletus legaliae sin. Boletus satanoides,[14] Boletus luteocupreus sin. Imperator luteocupreus,[15] Boletus splendidus ssp. moseri,[16] Rubroboletus eastwoodiae (precis otrăvitor, asemănător în aspect cu buretele dracului, încă nu găsit în Europa),[17], Rubroboletus legaliae sin. Boletus legaliae, Boletus satanoides, (suspect, crud mereu foarte toxic),[18] Rubroboletus lupinus (otrăvitor),[19] Rubroboletus purpureus (precis otrăvitor, gust tare neplăcut),[20] Rubroboletus rhodoxanthus (crud foarte toxic, bine fiert probabil comestibil, de calitate mediocră, ușor de confundat cu buretele dracului, comestibilitatea fiind discutată, de aceea indicat aici necomestibil),[21] Rubroboletus rubrosanguineus (poate otrăvitor),[22] Rubroboletus satanas (precis otrăvitor).[23]
- Bureți necomestibili: Boletus calopus (foarte amar),[24] Boletus permagnificus.[25]
- Bureți comestibili: Boletus erythropus sin. Boletus luridiformis (foarte gustos),[26] Boletus luridus (foarte gustos),[27] Boletus pulverulentus (de calitate mediocră).[28]

## Specii asemănătoare în imagini

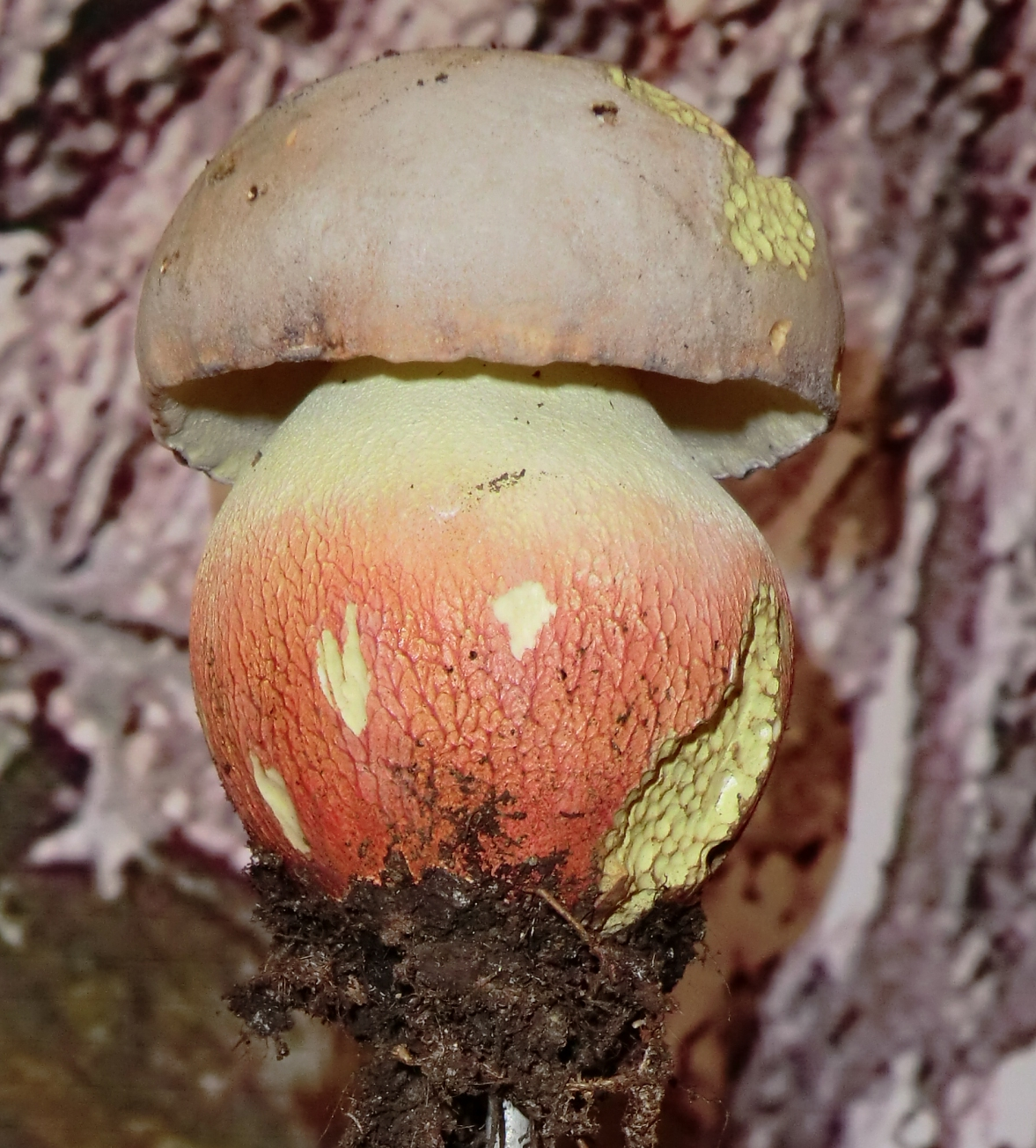
!Boletus calopus!
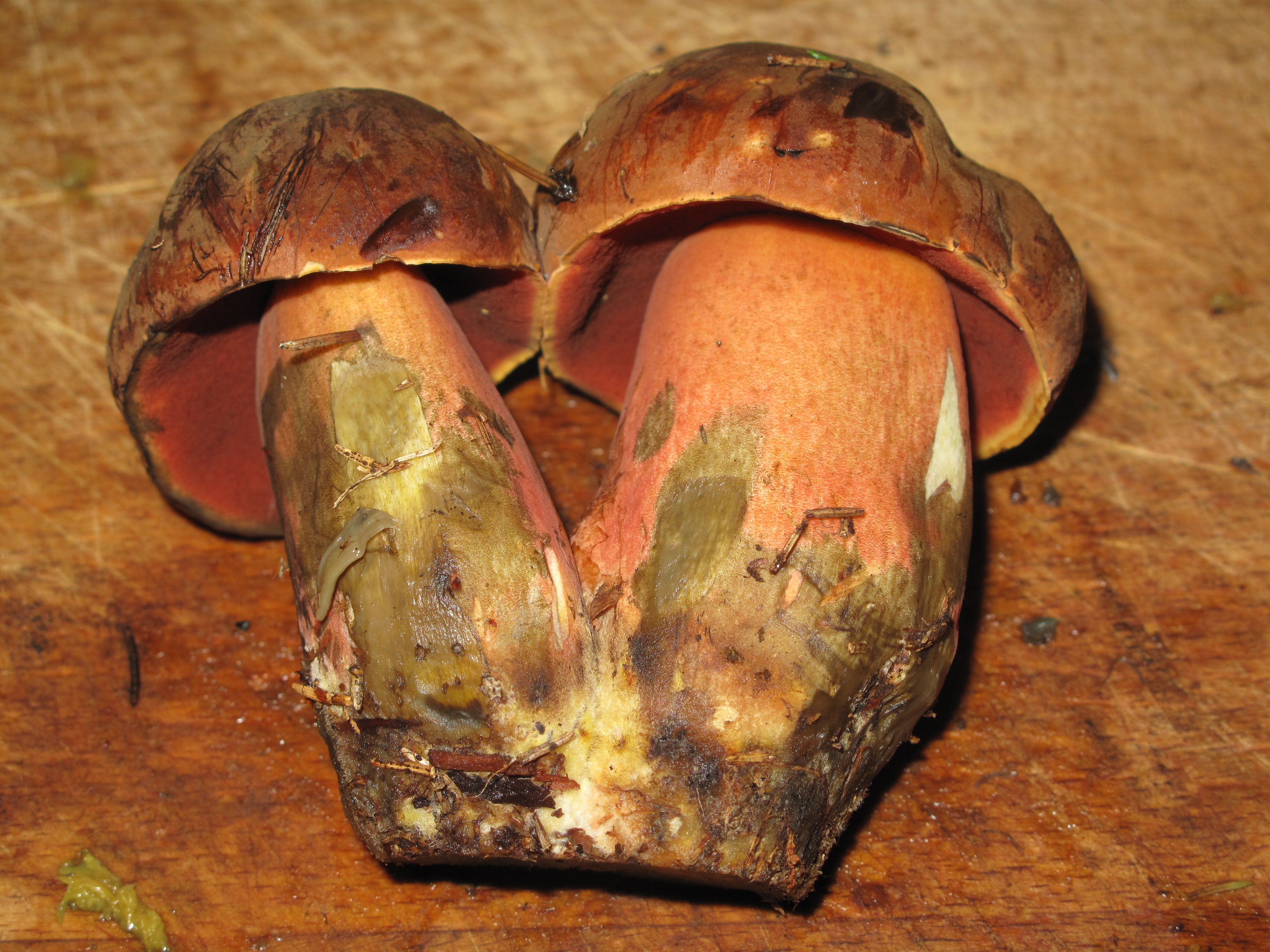
Boletus erythropus
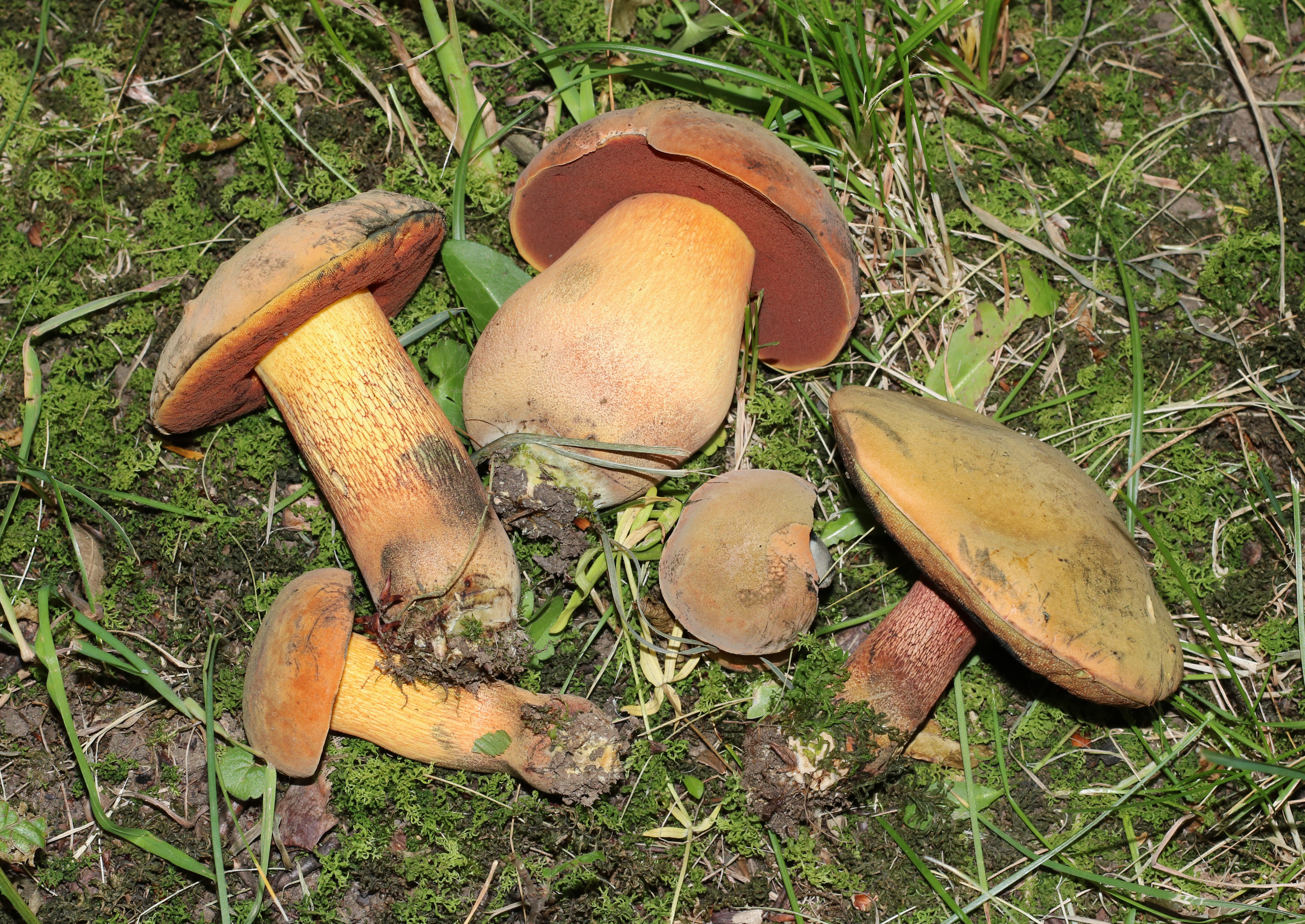
Boletus luridus
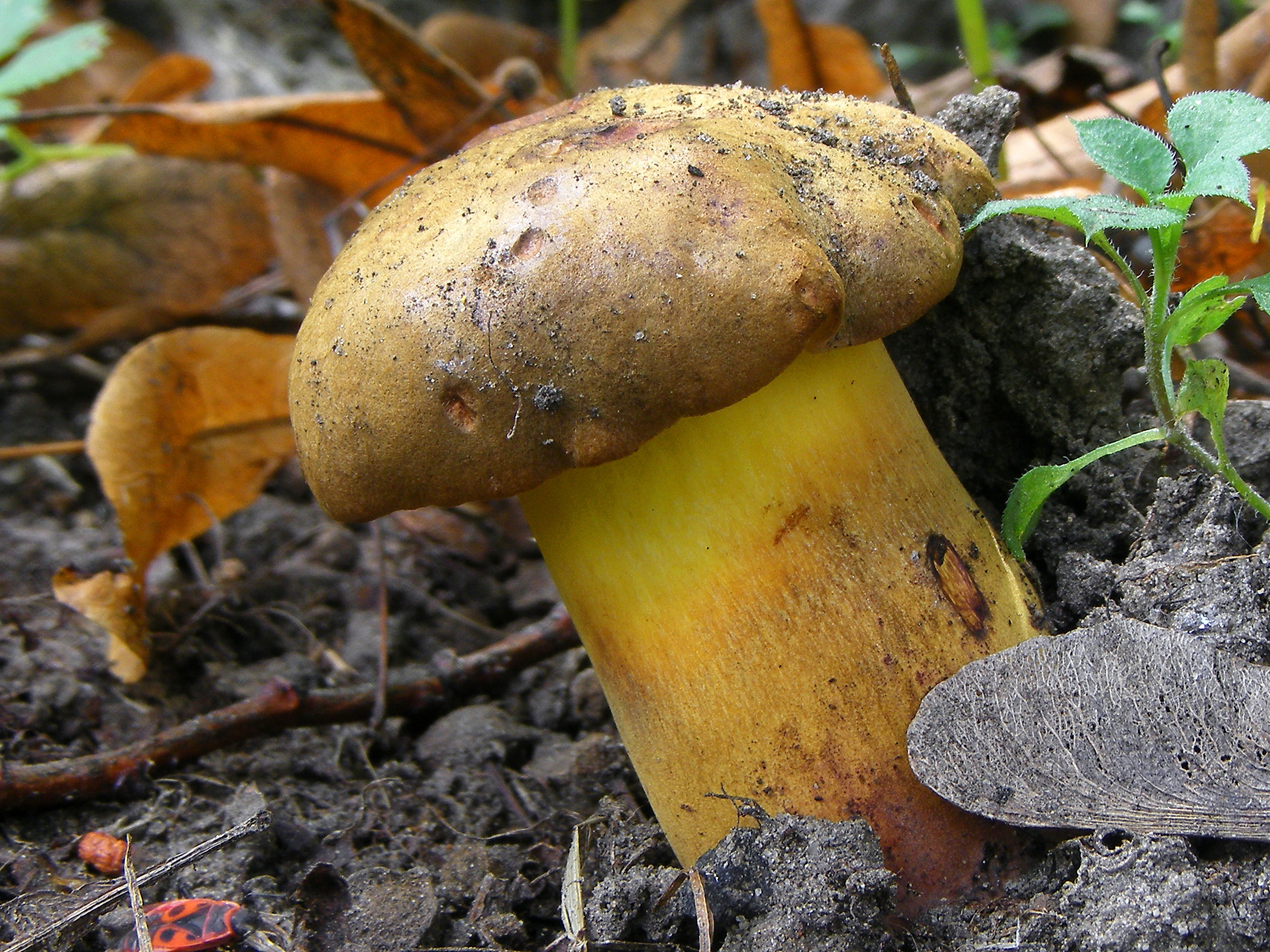
!Boletus pulverulentus!
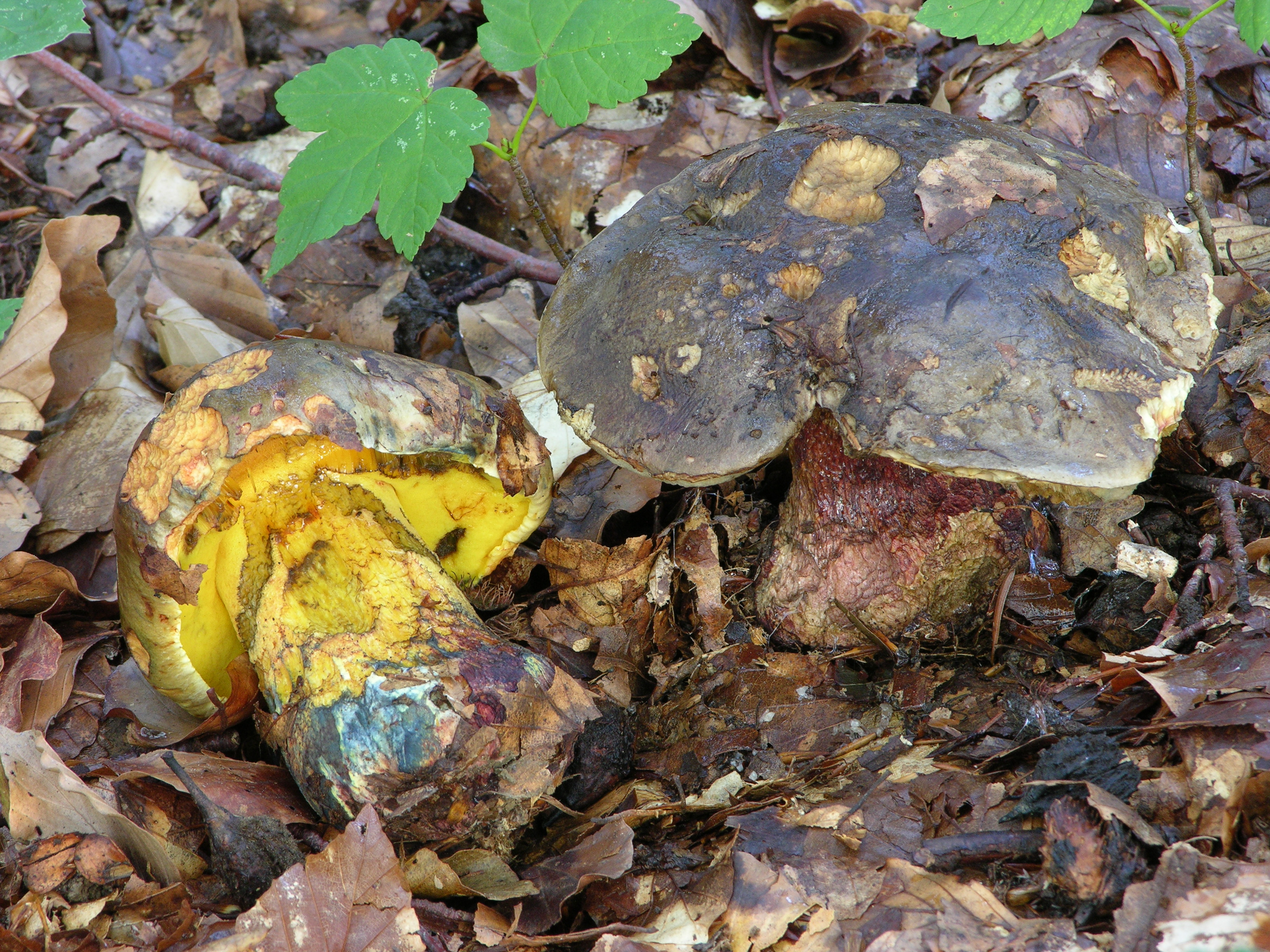
!!Imperator torosus!!
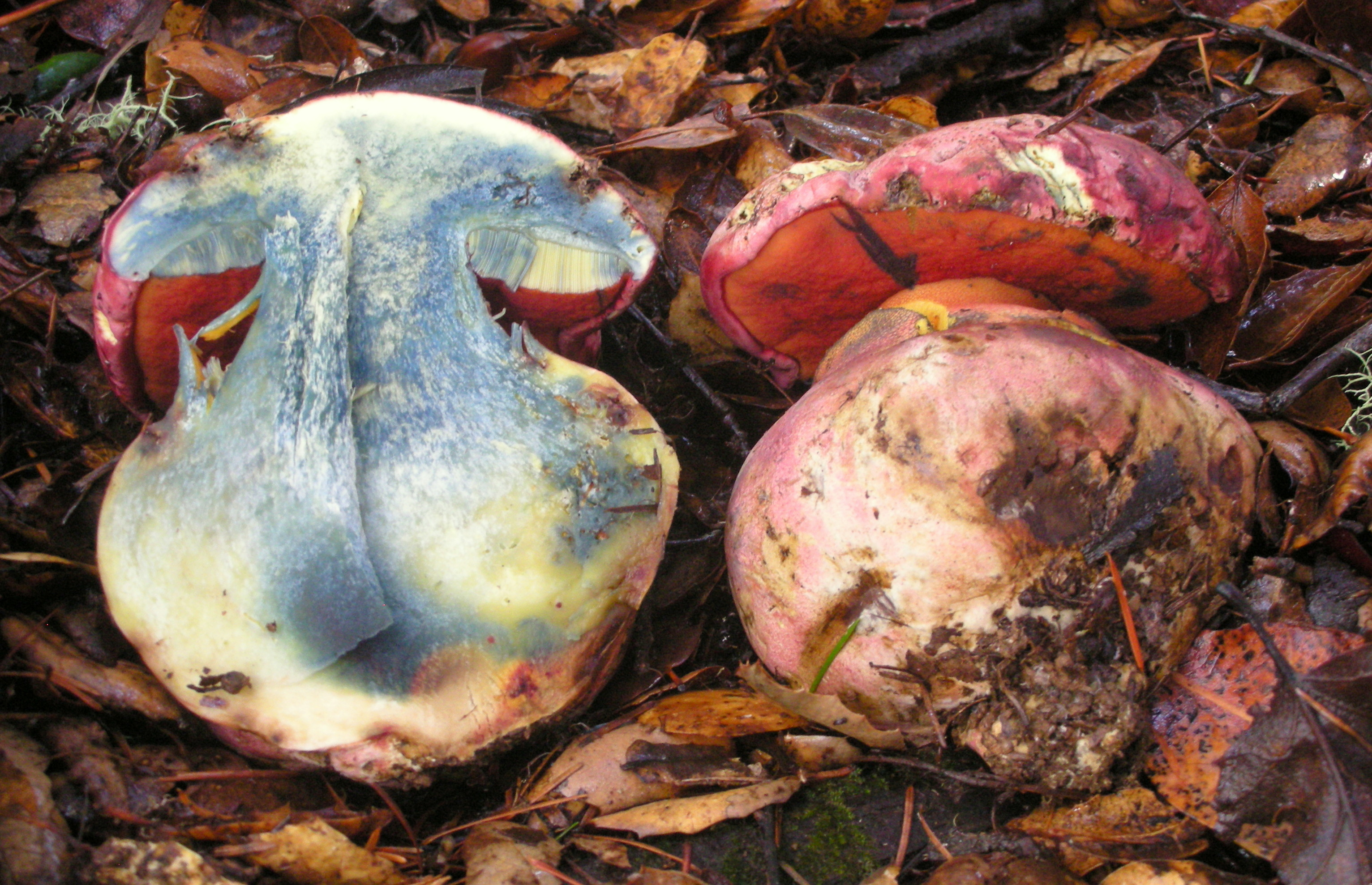
!!Rubroboletus eastwoodiae!!
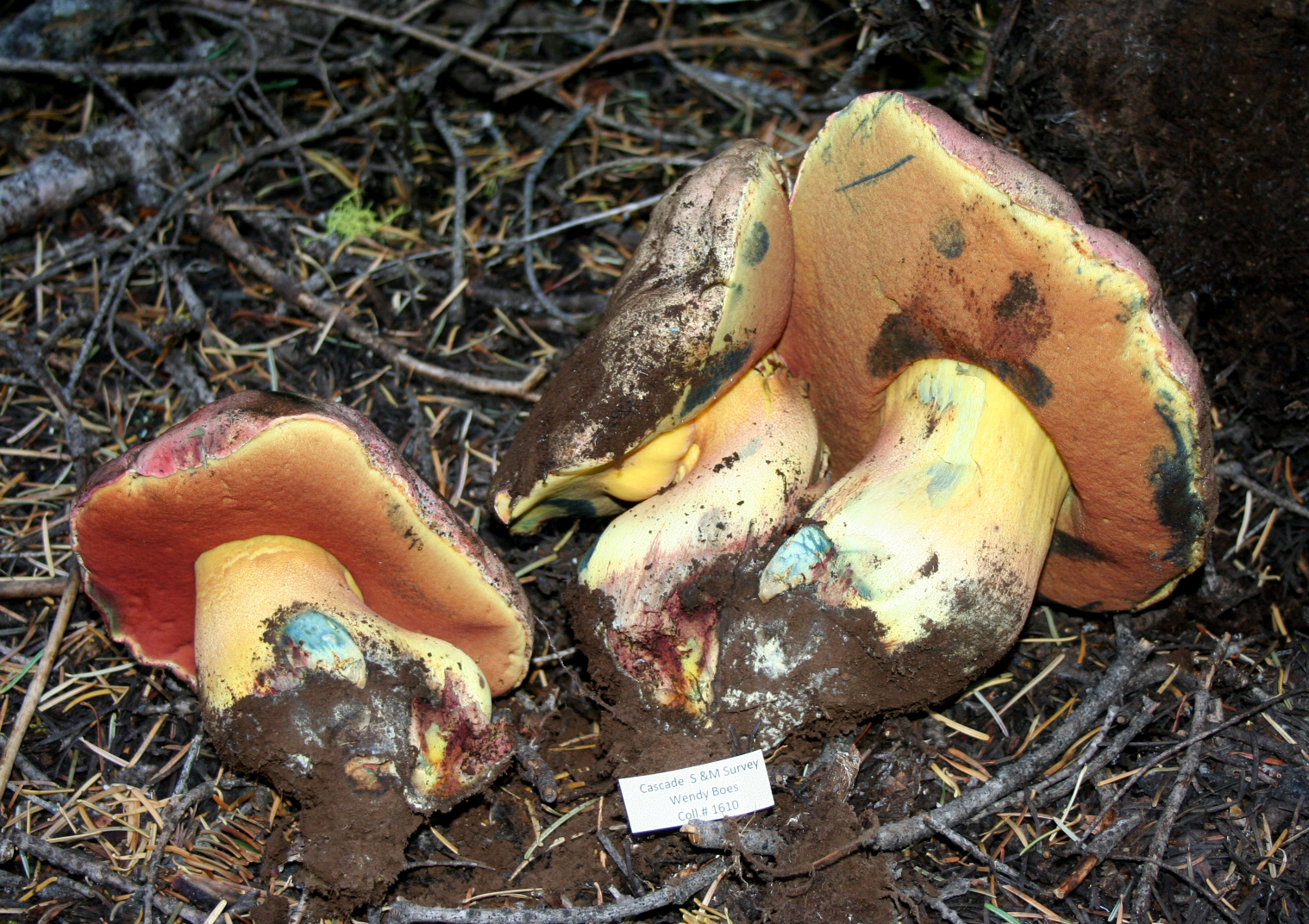
!!Rubroboletus haematinus!!
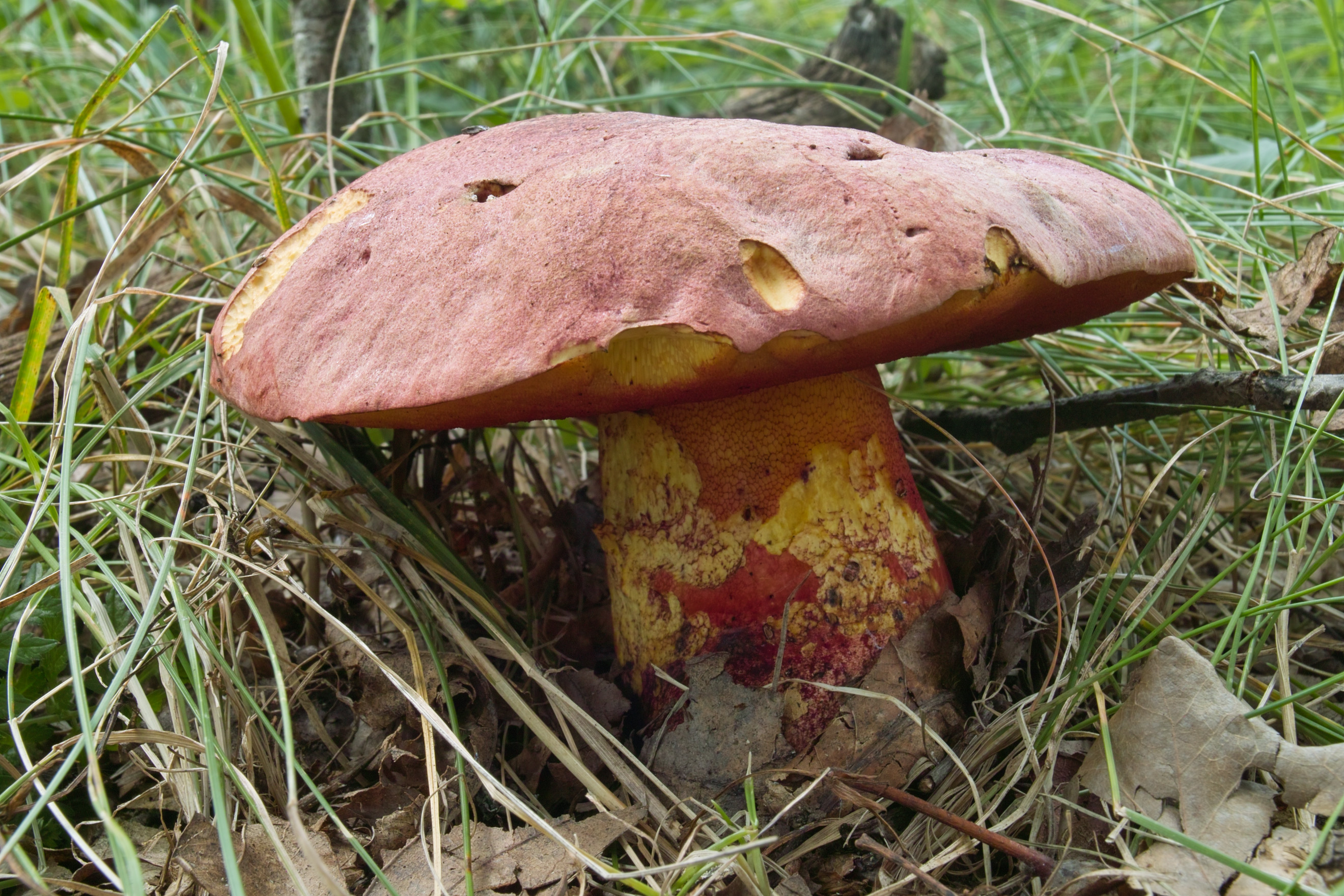
!!Rubroboletus legaliae sin. Boletus satanoides!!

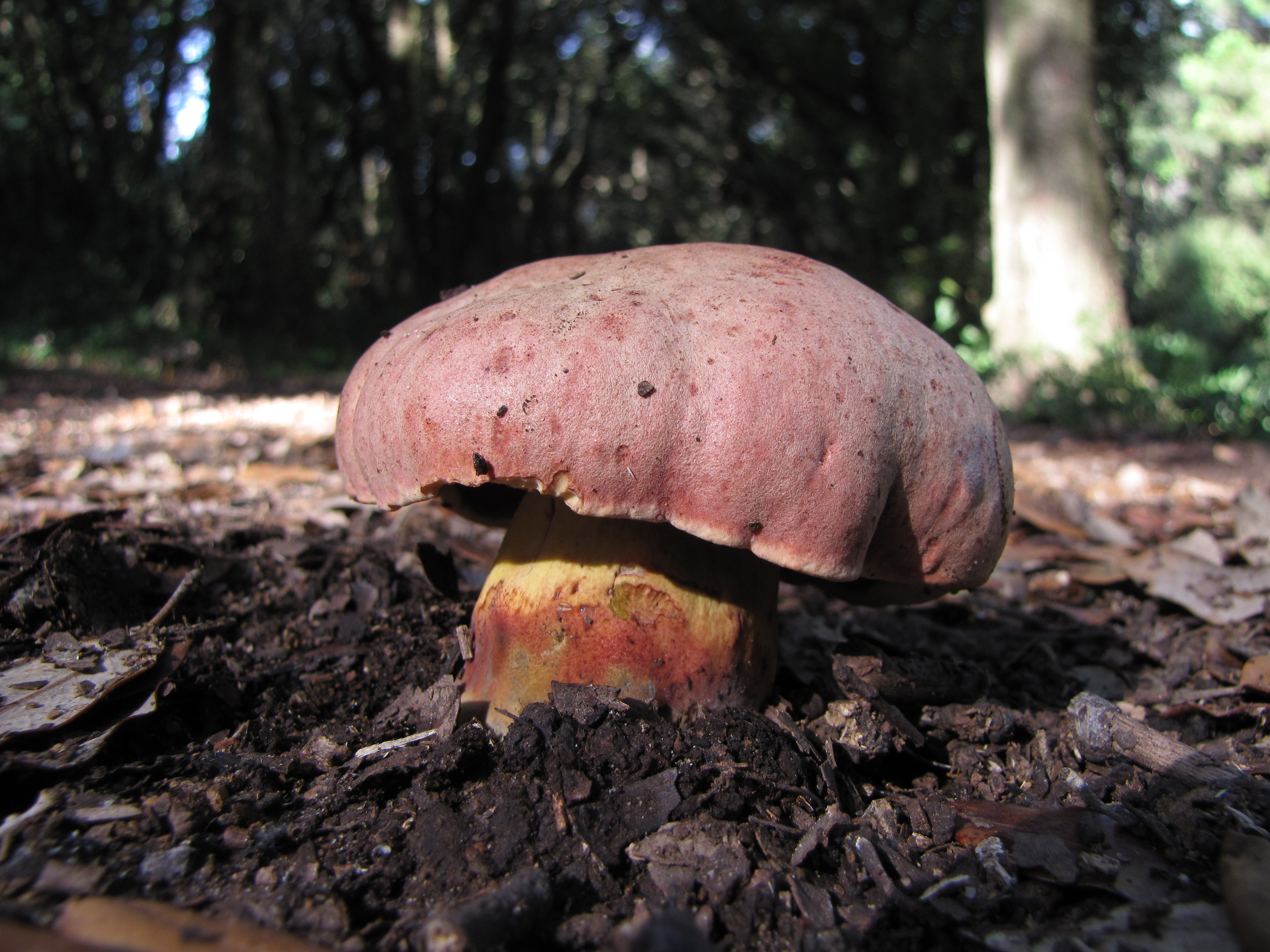
!!Rubroboletus lupinus!!
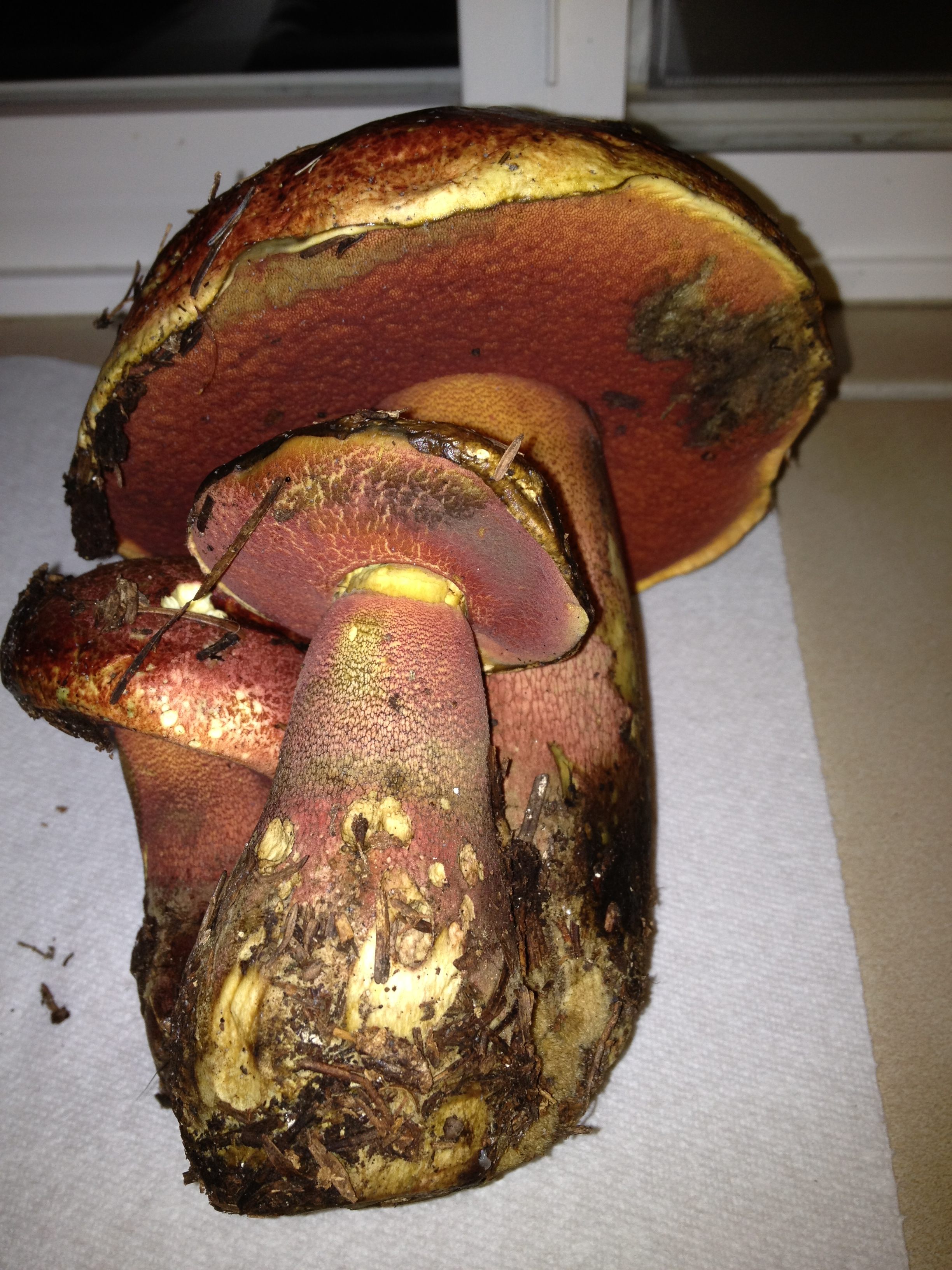
!!Rubroboletus pulcherrimus!!
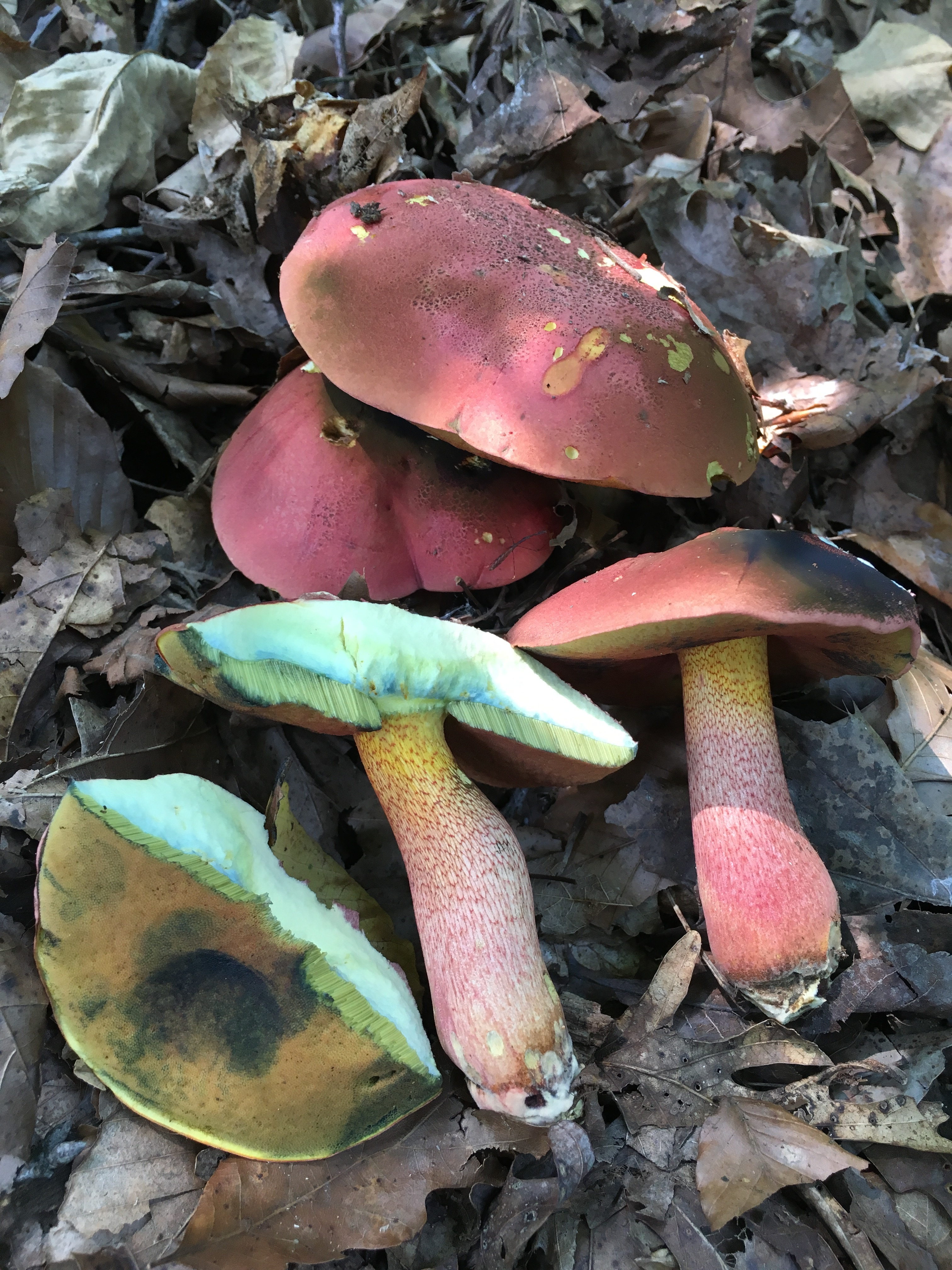
!!Rubroboletus rhodosanguineus!!
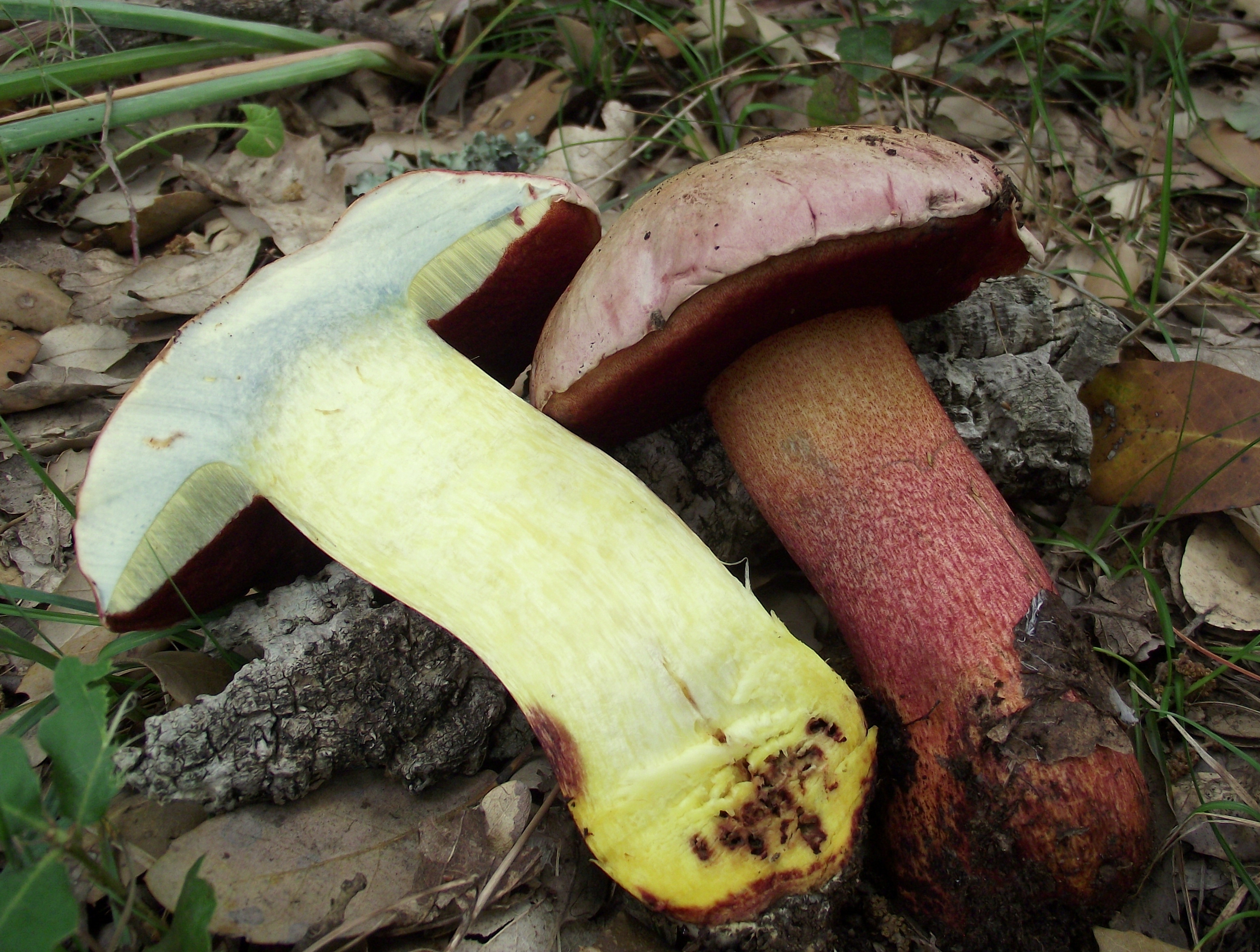
!Rubroboletus rhodoxanthus!
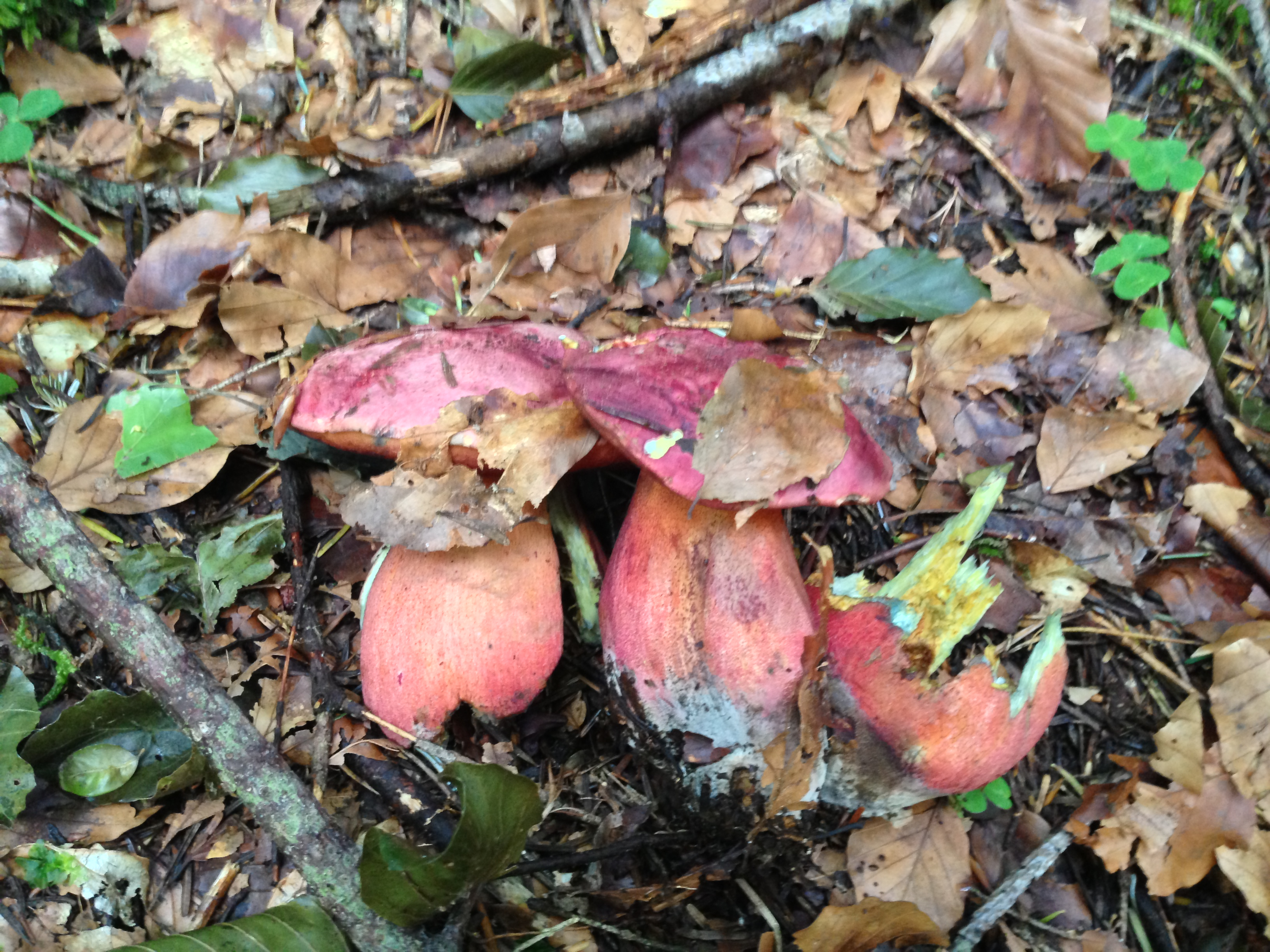
!!Rubroboletus rubrosanguineus!!
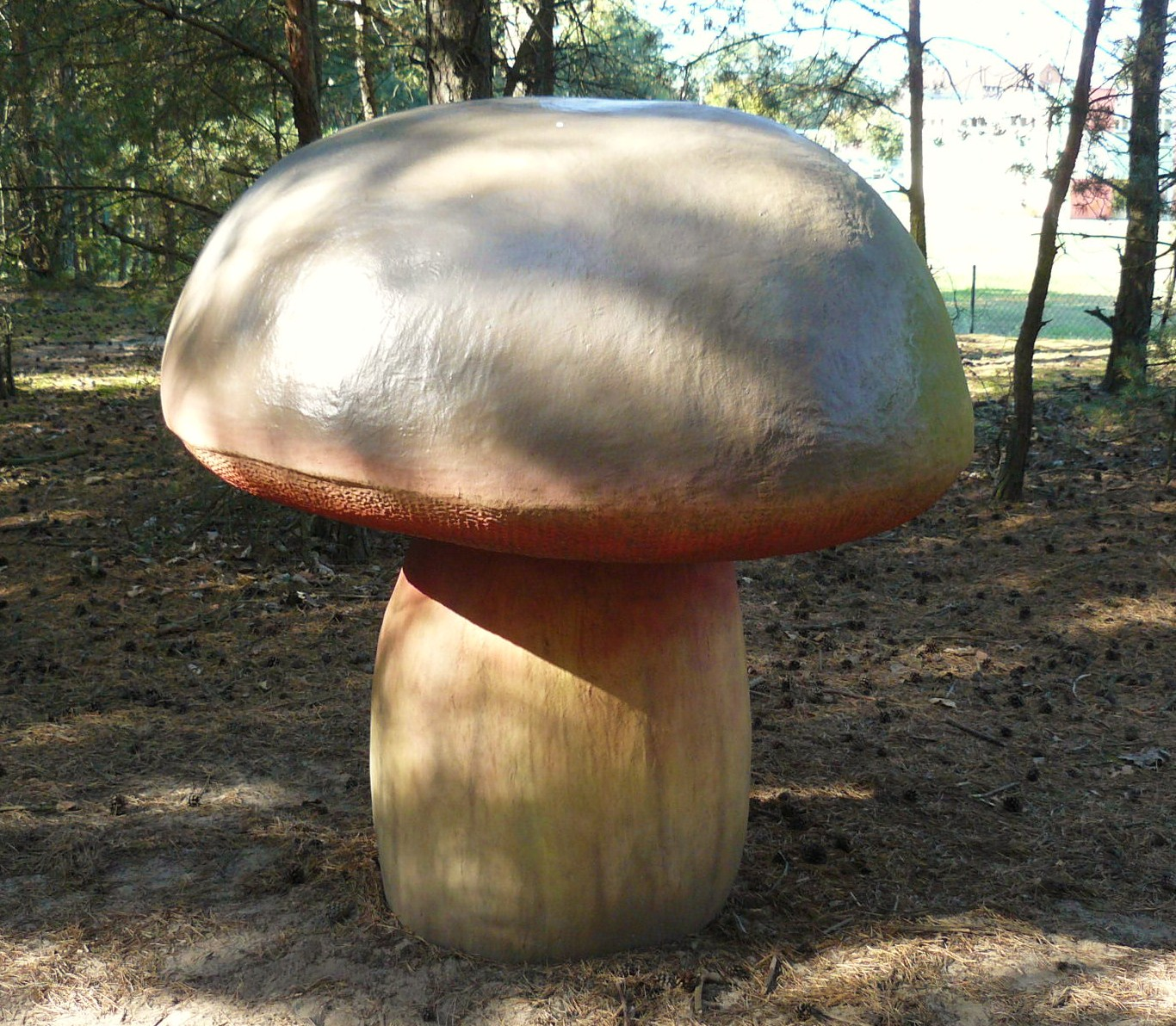
!!Rubroboletus satanas

## Valorificare
Rubroboletus dupainii dacă este ingerat crud este toxic, cauzând probleme gastrointestinale, astfel ca toate ciupercile cu pori roșii. Dar este puțin probabil că acest burete ar fi otrăvitor. După ce Bruno Cetto a descris ciuperca drept suspectă în prima ediție, volumul 1, al marii sale opere Der große Pilzführer/I funghi dal vero din 1976, în ediția a 2-a, din 1979, a constatat că specia este dovedit comestibilă.
Specia a devenit foarte rară, de acea ar trebui să fie cruțată și lăsată la loc pentru a permite răspândirea ei.